# Guido Viceconte
Guido Viceconte (ur. 4 kwietnia 1949 w Francavilla in Sinni) – włoski polityk, lekarz, w latach 1994–2001 poseł do Parlamentu Europejskiego, parlamentarzysta krajowy, wiceminister edukacji.

## Życiorys
Ukończył studia medyczne, specjalizował się w zakresie chirurgii. Pracował jako wykładowca akademicki, od 1992 zasiadał we władzach Uniwersytetu Rzymskiego – La Sapienza.
W 1994 jako kandydat powstałego w tym samym roku ugrupowania Silvia Berlusconiego Forza Italia uzyskał mandat deputowanego do Parlamentu Europejskiego. W 1999 odnowił go na kolejną kadencję. W PE zasiadał m.in. w grupie grupie chadeckiej, pracował w Komisji ds. Polityki Regionalnej, Transportu i Turystyki oraz w Komisji ds. Kwestii Prawnych i Rynku Wewnętrznego.
Z PE odszedł w 2001 w związku z wyborem do Izby Deputowanych XIV kadencji. W latach 2001–2006 był podsekretarzem stanu w resorcie infrastruktury i transportu w dwóch gabinetach lidera swojego ugrupowania. W 2006 z ramienia Forza Italia, a w 2008 i w 2013 z ramienia powstałego na bazie tej partii Ludu Wolności uzyskiwał miejsce w Senacie XV, XVI i XVII kadencji.
W 2010 wszedł w skład rządu Silvia Berlusconiego jako podsekretarz stanu w resorcie edukacji, szkolnictwa wyższego i nauki. Funkcję tę pełnił do 2011. W 2013 przystąpił do partii Nowa Centroprawica.